# M99
M99（也稱為NGC 4254）是一個位於后髮座的螺旋星系，是由皮埃爾·梅香（Pierre Méchain）於1781年3月17日所發現，後來梅西耶將它放入《星雲星團表》中。

## 外部連結
- SEDS: Spiral Galaxy M99
- UniverseToday: Dark Matter Galaxy? （页面存档备份，存于）
- PPARC: New evidence for a Dark Matter Galaxy
- WIKISKY.ORG: SDSS image, M99 （页面存档备份，存于）